# Hacıhalimler, Mudurnu
Hacıhalimler là một xã thuộc huyện Mudurnu, tỉnh Bolu, Thổ Nhĩ Kỳ. Dân số thời điểm năm 2010 là 143 người.